# Vélib’ Métropole

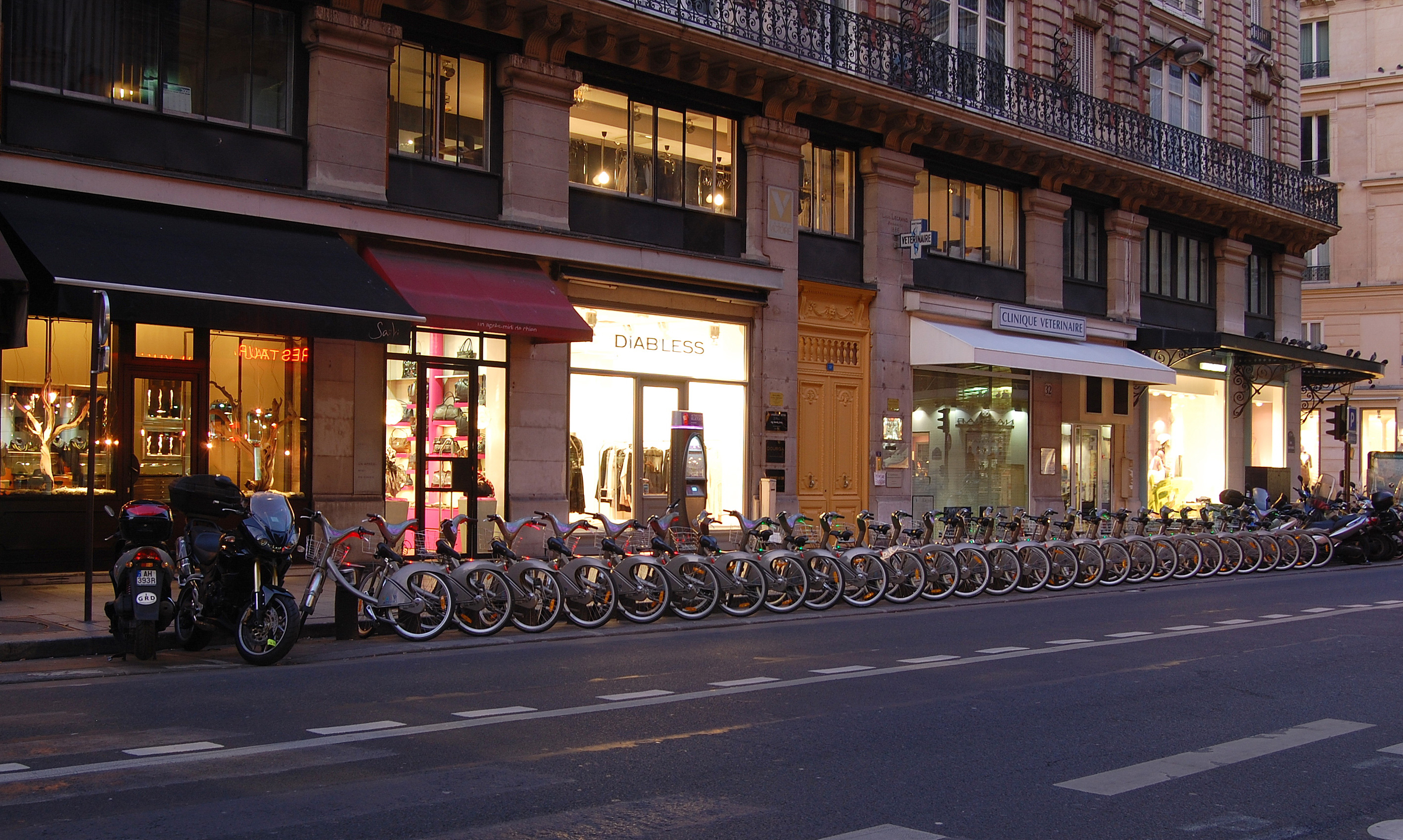
Eine Vélib'-Station in Paris

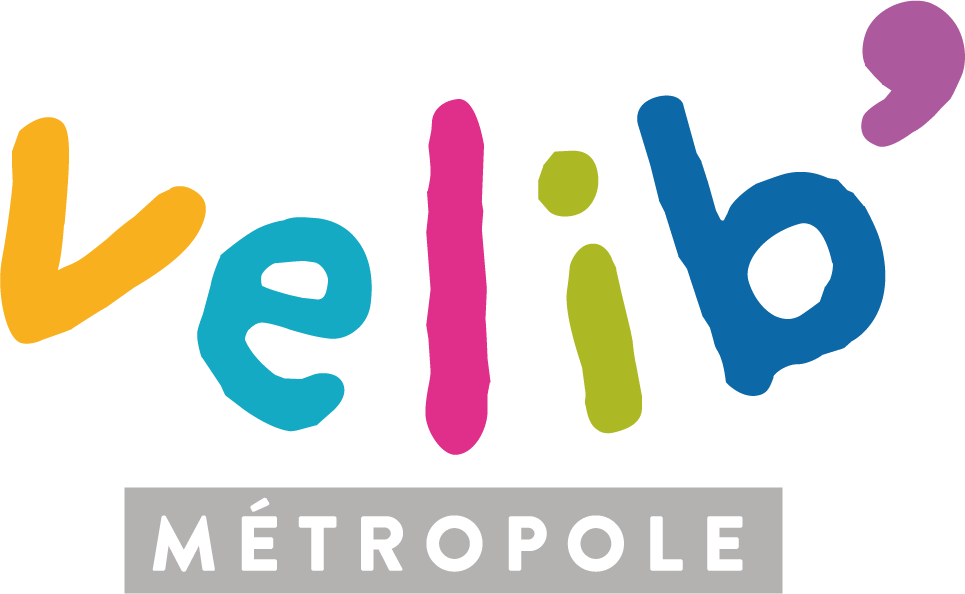
Logo ab 2018

Vélib' Métropole (vormals Vélib) ist ein 2007 in Paris in Betrieb genommenes öffentliches Fahrradverleihsystem. Die Bezeichnung Vélib' ist ein Kunstwort, das sich aus den Begriffen Fahrrad (vélo) und Freiheit (liberté) zusammensetzt. Das System mit über 19.000 Fahrrädern an mehr als 1400 feststehenden Verleihstationen im April 2024
in Paris und Gemeinden im Umland der französischen Hauptstadt gilt als das größte seiner Art weltweit; es wird ab Anfang 2018 im Rahmen einer von der Stadtverwaltung vergebenen Konzession von dem Unternehmenskonsortium Smovengo betrieben; von 2007 bis 2017 hatte JCDecaux die Konzession für den Betrieb.

## Hintergrund
Die Stadtverwaltung von Paris unterschrieb im Februar 2007 einen 10-jährigen Betreibervertrag mit der Somupi, einer Tochter des JCDecaux-Konzerns, um 20.600 Fahrräder an 1451 Mietstationen zu installieren. Zum Start des Systems im Juli 2007 standen rund 7500 Fahrräder an 750 Stationen im Stadtgebiet von Paris zur Verfügung. Ab 2009 wurde das System auch auf 29 Anrainergemeinden rund um Paris ausgeweitet. So sind außerhalb der Pariser Stadtgrenzen noch einmal etwa 4500 Fahrräder an 300 Stationen hinzugekommen. Zusammen mit dem konsequenten Ausbau der Stationen in Paris selbst standen 2010 den Nutzern ca. 18.000 Fahrräder an 1202 Stationen zur Verfügung.
Die ursprünglich grauen Vélib'-Räder gehörten fest zum Stadtbild und waren nicht zu übersehen. Wenn auch das Vélib'-System nicht das Erste seiner Art war und sich vor allem auf die positiven Erfahrungen des 2005 ebenfalls von JCDecaux entwickelten Vélo’v in Lyon stützt, so hat das Vélib'-System die modernen Fahrradleihsysteme aufgrund seines Umfangs und der Sichtbarkeit in Paris weltweit bekannt gemacht und dem damaligen Pariser Bürgermeister und Mentor des Vélib'-Systems Bertrand Delanoë ein beachtliches Medieninteresse beschert.
Aufgrund gestiegener Kosten, teils durch verbreiteten Diebstahl und Vandalismus an den Rädern, teils durch Ausdehnung des Systems auf umliegende Gemeinden, wurde der Vertrag bereits 2009 neu verhandelt. Dennoch waren die Kosten nicht in Griff zu bekommen und die Stadtverwaltung von Paris unter Bürgermeisterin Anne Hidalgo entschied, bei der 2017 anstehenden Neuvergabe der Konzession auf niedrigeren Kosten für Paris zu bestehen und dabei auch Neuerungen wie eine elektronische Ortung der Räder und Elektrofahrräder (für einen Teil der Flotte) einzuführen. Nachdem der ursprüngliche Vertrag mit JC Decaux um 10 Monate bis Ende 2017 verlängert worden war, fiel im April 2017 die Entscheidung für Smovengo, ein Konsortium unter Führung des Fahrradverleihers Smoove mit dem spanischen Nahverkehrsbetreiber Moventia, dem Parkhausbetreiber Indigo und der Automobilreparaturkette Mobivia, das den Betrieb ab 1. Januar 2018 mit neuen Fahrrädern und erneuerten Stationen übernahm.

## Betrieb des Systems ab 2018 (Smovengo)
Am 1. Januar 2018 startete der neue Betreiber Smovengo unter dem neuen Namen Vélib' Métropole in Paris und einem auf 68 Gemeinden in der Peripherie erweiterten Raum offiziell den Betrieb mit neuen, leichteren und weniger Vandalismus-anfälligen, und elektronisch ortbaren Rädern mit einer auf 15 Jahre ausgeweiteten Konzession. 30 % der Flotte sind nun als E-Bikes verfügbar, farblich türkis gekennzeichnet (gegenüber den klassischen Rädern, die jetzt grün sind). Mit dem Neustart wurden auch die Preise stark angehoben, wobei das bisherige Prinzip der Kostenfreiheit (ohne Berücksichtigung des jeweils anfallenden Abonnements) für die ersten 30 Minuten weitgehend beibehalten wurde.

### Funktionsweise und Tarife
Neu ist seit 2018 die Möglichkeit einer Nutzung ohne Abonnement, wobei Kosten von 1 Euro (2 Euro für das E-Bike) ab der ersten halbe Stunde anfallen. Ansonsten muss vor Nutzung der Fahrräder zunächst ein Abonnement abgeschlossen werden. Es werden dabei Kurzzeitabonnements (direkt an jeder Station erhältlich und auch online) und eine Reihe von Dauerkarten (nur online/Versand per Post) angeboten. Kurzzeitabonnements sind für 24 Stunden (5 Euro) oder für sieben Tage (15 Euro) erhältlich.
Zusätzlich zum jeweiligen Abonnement muss der Nutzer dann für die effektive Nutzung einen zeitbasierten Betrag bezahlen. Die erste halbe Stunde ist dann jedoch kostenlos. Die nächste halbe Stunde kostet 1 Euro.
Der Preis für ein Jahresabonnement „V Libre“, „V Plus“ oder „V Max“  beträgt bei unterschiedlichem Leistungsumfang zwischen 37,20 Euro und 99,60 Euro. Die Kaution beträgt 300 Euro.
Ein entliehenes Vélib’ kann an jeder beliebigen Station wieder zurückgegeben werden, es muss also nicht wieder zum Ausgangspunkt zurückgebracht werden. Es werden bei einigen Abonnementvarianten Freiminuten gegeben, je nachdem ob die Station bei Verleih voll oder bei Rückgabe leer ist.

### Probleme beim Neustart und Konkurrenz
Für die neuen Räder ist die Installation neuer Verleihstationen notwendig. Zum Start am 1. Januar 2018 sollten ursprünglich 600 Verleihstationen (von insgesamt über 1400 geplanten Stationen) bereits verfügbar sein. Tatsächlich waren in den ersten Januarwochen 2018 nur ca. 60 Stationen betriebsbereit. Der Betreiber antwortete mit erheblichen Preisnachlässen für die ca. 300.000 bestehenden Abonnenten. Gleichzeitig traten in Paris vier neue Konkurrenten (Gobee Bike aus Hong Kong, Ofo und Mobike aus China und OBike aus Singapur) mit stationslosen („free-floating“) Verleihrädern an. Gobee zog sich allerdings bereits Mitte Februar 2018 wegen zu großer Vandalismusschäden zurück; auch die anderen Betreiber stationsloser Räder zogen sich nach und nach wieder aus Paris zurück, so dass Anfang 2019 Velib der einzige flächendeckende Betreiber von Verleihrädern war, jetzt aber mit Konkurrenz durch die neu aufgekommenen stationslosen elektrischen Roller, für die mehrere Betreiber ab Sommer 2018 in Paris tätig geworden waren (6 Betreiber im Januar 2019).
Durch die Verspätung in der Installation der Verleihstationen ging die Anzahl der Nutzer zurück (ca. 67.000 täglich Ende März 2019 verglichen zu über 100.000 zuvor), auch die Zahl der Abonnenten sank auf 163.000 (von fast 300.000 im Jahr 2017 unter den vorherigen Betreiber). Smovengo versprach den Anteil der Elektroräder auf 50 % zu erhöhen.
Bis 2024 ist die Zahl der Abonnenten wieder auf 390.000 angestiegen. 

## Betrieb des Systems 2007 – 2017 (JCDecaux)

Vormaliges Logo

### Funktionsweise

#### Anmeldung und Tarife
Vor Nutzung der Fahrräder musste jeweils ein kostenpflichtiges Abonnement abgeschlossen werden. Dabei konnte zwischen einem Kurzzeitabonnement (direkt an jeder Station erhältlich und ab Juli 2011 auch online) und einer Dauerkarte (nur online/Versand per Post) gewählt werden. Kurzzeitabonnements waren für 24 Stunden (1,70 Euro) oder für sieben Tage (8 Euro) erhältlich. Der Preis für ein Jahresabonnement Vélib' Classique betrug 29 Euro. Mit Einführung eines neuen Tarifsystems Ende April 2011 waren ebenfalls ein Jahresabonnement Vélib' Passion für 39 Euro erhältlich, mit dem Nutzer nicht wie gewohnt 30, sondern 45 Minuten gratis radeln konnte. Unter 26 Jahre alte Nutzer und Stipendiaten erhielten Ermäßigungen.
Zusätzlich fiel für die Nutzung ein zeitbasierter Betrag an, die erste halbe Stunde war jedoch in jedem Fall kostenlos. Danach kostete die nächste halbe Stunde 1 Euro, die übernächste halbe Stunde 2 Euro und jede weitere halbe Stunde (mit dem gleichen Rad) kostet 4 Euro. Wie in anderen Städten mit ähnlichen öffentlichen Fahrradleihsystemen auch sollte durch dieses progressive Tarifsystem die überwiegende Anzahl der Fahrten innerhalb von einer halben Stunde enden und das Fahrrad wieder an einer Station abgegeben werden, statt es abzuschließen und für andere nutzlos stehen zu lassen. Diese gestaffelte zeitlichen Tarife wurden aber nach 2017 nicht fortgeführt.
In jedem Fall musste eine Kaution von 150 Euro hinterlegt werden (per Kreditkarte oder Scheck), die im Falle der Nichtrückgabe innerhalb von 24 Stunden vom Konto abgebucht wird. An den Stationen werden ausschließlich Kreditkarten akzeptiert, die über einen EMV-Chip verfügen. Herkömmliche Kreditkarten, die nur Magnetstreifen besitzen, werden nicht akzeptiert. Seit Juli 2011 sind Kurzzeitabonnements auch online erhältlich, so dass auch Touristen ohne Kreditkarte mit Chip das System nutzen können.
Tarifbeispiele (in Verbindung mit einem Abonnement Vélib' Classique):
| Dauer | 30 min | 1 h | 1 h 30 | 2 h | 5 h  | 10 h | 20 h  |
| Tarif | gratis | 1 € | 3 €    | 7 € | 31 € | 71 € | 151 € |

Bei Stationen, die mit dem Symbol 'V+' (siehe Vélib’-Website) markiert waren, handelte es sich um höhergelegene (z. B. an einem Hügel gelegene) Stationen, hier erhielt der Fahrer zu 30 Minuten noch 15 Extraminuten für die Rückgabe, wenn er von einer normalen Station aus gestartet ist. Dieses System wurde ab 2018 unter dem neuen Betreiber durch ein System von Freiminuten umgewandelt, je nachdem ob die Station bei Vermietung oder Rückagbe voll bzw. leer ist.

#### Fahrräder

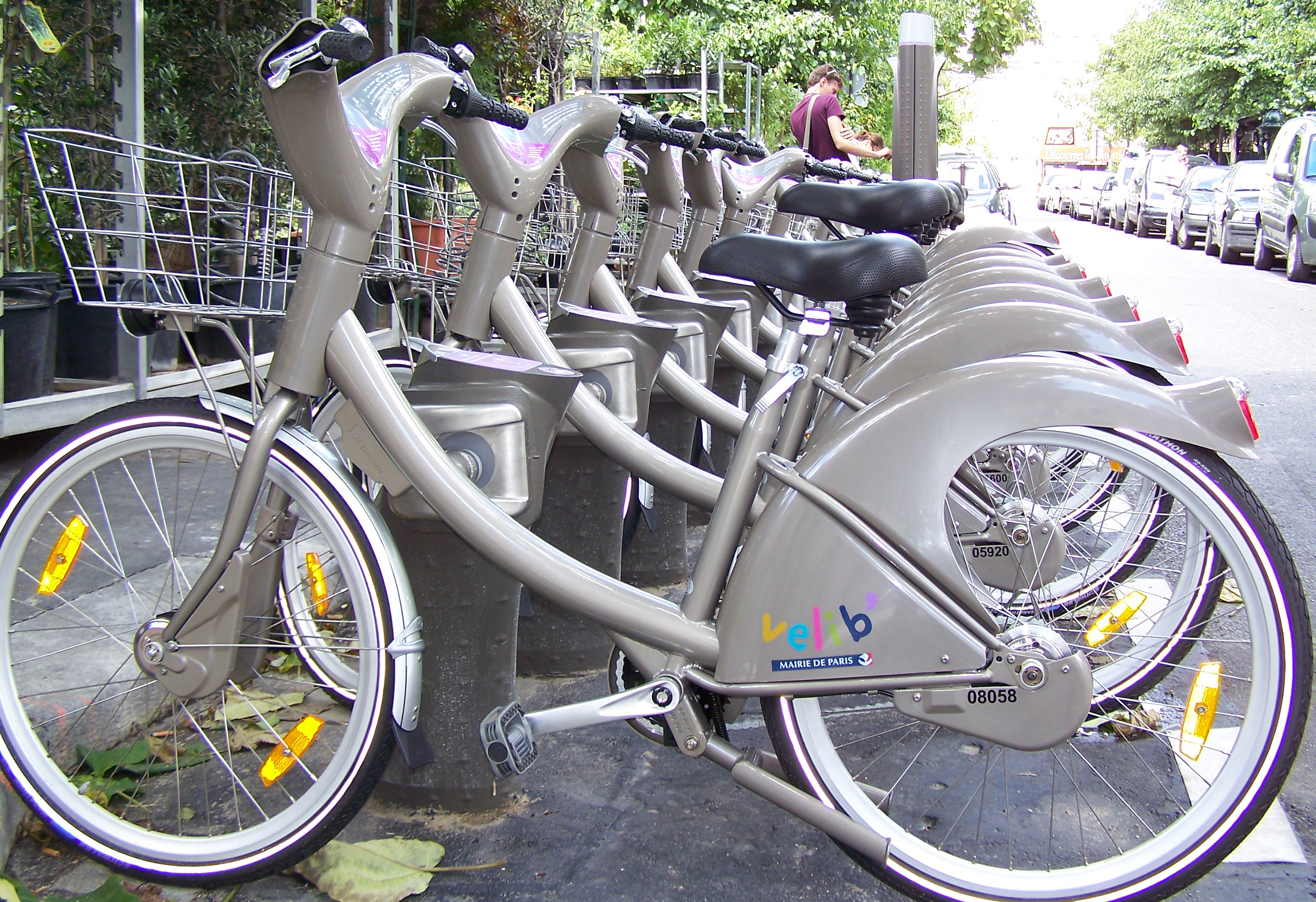
Vélib’-Mietfahrräder in Paris

Die in Paris angebotenen Fahrräder entsprachen denen, die im Rahmen des Cyclocity-Systems auch in anderen von JCDecaux ausgestatteten Städten (unter anderem Lyon, Brüssel, Wien (Citybike Wien) und Dublin) angeboten werden. Sie wurden in der Nähe von Tószeg in Ungarn von einem Tochterunternehmen der niederländischen Accell-Gruppe produziert und sollen einen Stückpreis von etwa 1000 Euro gehabt haben. Ein Vélib' wiegt 22,5 kg.

### Finanzierung
Dem Beispiel Lyons folgend hatte sich die Stadt Paris für eine Verknüpfung von Fahrradverleih und Außenwerbung entschieden. Sie überlässt dabei im Rahmen eines Public-private partnership ihre 1628 Außenwerbeflächen bzw. Plakatwände und deren Mieteinnahmen für eine Laufzeit von 10 Jahren an den Betreiber. Im Gegenzug installiert das Unternehmen das System, betreibt es und kümmert sich um die Wartung. Außerdem zahlte JCDecaux einen Teil seiner Einnahmen an die Stadt und verlangt für Werbekampagnen der Stadtverwaltung im öffentlichen Interesse auf diesen Plakatwänden keine Gebühren. Dem ursprünglichen Vertrag nach standen zudem die Einnahmen aus der Vermietung und aus den Jahres-, Wochen- und Monatskarten komplett der Stadt zu.
Ende 2009 wurde der Betreibervertrag mit der Stadt Paris nachverhandelt und die finanziellen Konditionen vor allem mit Blick auf die hohe Vandalismusrate und Beschwerden der Nutzer geändert. Die Kosten für die Reparatur und den Ersatz zerstörter oder verschollener Fahrräder haben das wirtschaftliche Gleichgewicht des Systems knapp zwei Jahre nach seinem Start erheblich gestört. Den neuen Vertragsbedingungen nach zahlte die Stadt Paris für jedes von Vandalismus betroffene Fahrrad (sobald mindestens 4 % und maximal 25 % des Fuhrparks betroffen sind) 400 Euro an JCDecaux. Zudem standen der Stadt nicht mehr die gesamten Mieteinnahmen zu, der Betreiber erhielt je nach Volumen der Erlöse einen Anteil von 35 bis 50 %. JCDecaux verpflichtete sich gleichzeitig zu einer besseren Verteilung der Fahrräder im Stadtgebiet und sicherte zu, die Wartezeit an der telefonischen Hotline auf möglichst maximal 2 Minuten zu beschränken und schriftliche Anfragen innerhalb von 15 Tagen zu beantworten.

### Auslastung
Innerhalb des ersten Jahres nach Start des Systems buchten insgesamt knapp über 200.000 Nutzer ein Jahresabonnement. Nach Angaben von Stadt und Betreiber lag die Zahl der Abonnenten stabil bei rund 160.000 (Stand März 2011). Insgesamt, d. h. auch einschließlich der Tages- und Wochenkarten, sind bis Mitte September 2010 über 85 Millionen Fahrten mit den Vélib'-Fahrrädern zurückgelegt worden. Nach Angaben der Stadtverwaltung hatten 76 % der Nutzer ein Jahresabonnement, etwa 20 % der Vélib'-Nutzer waren jünger als 26.
Anfang Juni 2011 wurde die Schwelle von 100 Millionen Fahrten überschritten; allein im ersten Quartal 2011 waren es 5,5 Millionen. Durchschnittlich wurden täglich etwa 110.000 Ausleihen getätigt.

## Probleme

### Gleichmäßige Verteilung im Stadtgebiet
Da die Rückgabe eines Vélib' durch das Einhängen in einen einer Station angeschlossenen Stellplatz erfolgen muss, kann es vorkommen, dass eine Station voll ist und der Nutzer sein Fahrrad am gewünschten Standort nicht zurückgeben kann. Der Nutzer kann sich in diesem Fall an der Station zusätzliche 15 Gratisminuten gutschreiben lassen, außerdem kann die Parksituation anderer Stationen im Umkreis eingesehen werden. Das Problem besetzter Stationen kann zum Beispiel morgens in unmittelbarer Nähe großer Bürostandorte oder nach Feierabend in reinen Wohngebieten auftreten.
Es kommt auch vor, dass eine Station leer ist und kein Fahrrad zur Verfügung steht. Dies ist insbesondere in höher gelegenen Stadtvierteln der Fall. Um das Anfahren dieser Stationen attraktiv zu machen, waren die meisten höher gelegenen Stationen sogenannte Plus-Stationen. Gab der Nutzer sein Fahrrad an einer dieser Stationen zurück, waren bei einer beliebigen späteren Fahrt die ersten 45 Minuten gratis, statt der üblichen 30 Minuten; unter dem neuen Betreiber wurde ab 2018 ein neues System gültig, nachdem Nutzer gewisser Abonnements jeweils 3 Freiminuten gutgeschrieben bekommen, wenn sie Räder von vollen Stationen ausleihen oder ein Rad bei einer leeren Station abstellen.
JCDecaux gab an, dass die automatische Regulierung in 90 Prozent der Fälle funktionierte und nur etwa 10 bis 12 Prozent der Fahrräder umplatziert werden mussten. Dies geschah mit Hilfe von 20 kleinen erdgasbetriebenen Transportern mit einer Kapazität von je 20 Fahrrädern sowie zwei von RATP ausgemusterten und umgerüsteten Bussen, die eine Kapazität von je 50 Fahrrädern hatten.

### Vandalismus

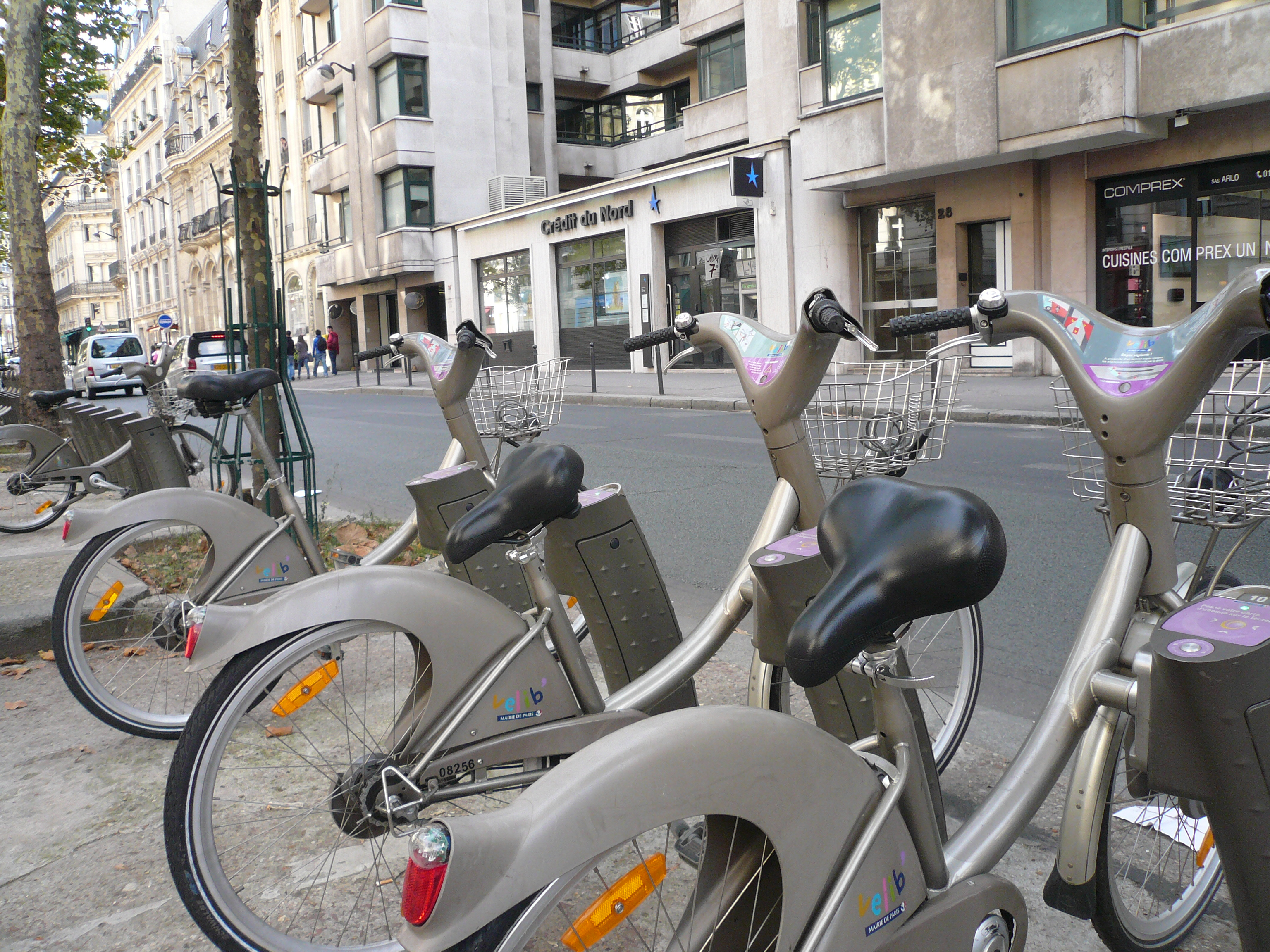
Von Nutzern durch das Umkehren der Sattel als defekt gekennzeichnete Vélib'-Fahrräder in Paris

Ein großes Problem für das Vélib'-System ergibt sich durch vandalismusbedingten Ausfall der Fahrräder. Nach Angaben des Betreibers werden täglich mehr als 1500 Reparaturen vorgenommen, die meisten direkt an den Stationen. 200 Räder, also etwa 1 % des Fuhrparks, werden täglich in einer von zehn Werkstätten hergerichtet. Eine Werkstatt befindet sich auf einem Schiff, das die Seine auf und ab fährt. So können die kaputten Fahrräder flexibel an verschiedenen Standorten innerhalb der Stadt auf das Schiff geladen und dort repariert werden.
Der Betreiber gibt an, dass Ende Oktober 2009 von den 2006 in Dienst gestellten Vélib' 80 Prozent entweder beschädigt oder gestohlen waren. Im Jahr 2008 nahm die Vandalismusrate um 54 Prozent gegenüber dem Vorjahr zu. Diese Zahlen übersteigen bei Weitem die Annahmen von JCDecaux und der Stadt Paris, die mit einer Ausfallrate von 4 Prozent gerechnet hatten.
Im November 2009 waren schließlich nur noch etwa 14.000 Fahrräder verfügbar. Im Zuge dieser Situation wurde der Betreibervertrag geändert, so dass die Stadt Paris nun etwa 400 Euro pro gestohlenem Fahrrad zahlt. Zudem wurde eine Informationskampagne gestartet, um die Nutzer zu mehr Achtsamkeit aufrufen. Ende März 2010 standen so wieder 19.600 Fahrräder zur Verfügung.
Um andere Nutzer vor der Ausleihe eines defekten Vélib' zu warnen, drehen die Nutzer den Sattel um. Ein entsprechend gekennzeichnetes Rad wird so als unbrauchbar erkannt.

## Verkehrssicherheit
Der erste Verkehrsunfall, bei dem ein Vélib'-Nutzer ums Leben kam, ereignete sich am 18. Oktober 2007. Am 7. August 2009, anlässlich der erstmaligen Ausweitung des Systems auf Umlandgemeinden, wies der Pariser Bürgermeister Bertrand Delanoë darauf hin, dass seit Einführung von Vélib' in Paris elf Radfahrer tödlich verunglückt seien, sieben davon seien auf einem Vélib' unterwegs gewesen. Gleichzeitig seien bis dato aber auch 55 Millionen Fahrten auf dem Vélib' zurückgelegt worden. In fast jeden Unfall mit Todesfolge sind LKW verwickelt, deren Fahrer angeben, den Radfahrer beim Abbiegen auf Grund des toten Winkels nicht gesehen zu haben.